# Luis Espada Guntín
Luis Espada Guntín (Ourense, 4 de dezembro de 1858 – Madrid, 1937) foi um advogado e político espanhol, ministro de Instrução Pública e Belas Artes e ministro de Alavancagem durante o reinado de Alfonso XIII.
Membro do Partido Conservador, foi eleito deputado por Ourense entre 1884 a 1923. Durante a Segunda República Espanhola voltará a obter a cadeira por Ourense na eleições de 1936 em representação de CEDA-A.
Foi ministro de Alavancagem entre o 25 de outubro e o 9 de dezembro de 1915, carteira que voltaria a ocupar entre o 15 de setembro de 1920 e o 13 de março de 1921. Assim mesmo foi ministro de Instrução Pública e Belas Artes entre o 5 de maio e o 1 de setembro de 1920.
Em 1923 foi nomeado presidente do Tribunal de Contas do Reino, cargo do que foi deposto com a ditadura do general Miguel Primo de Rivera e que voltaria a ocupar em 1930.